# La Chapelle-sous-Brancion
La Chapelle-sous-Brancion è un comune francese di 131 abitanti situato nel dipartimento della Saona e Loira, nella regione della Borgogna-Franca Contea.

## Società

### Evoluzione demografica
Abitanti censiti